# Ordem da Vitória
A Ordem da Vitória (em russo:  Орден «Победа», translit. Orden "Pobeda") foi a mais alta condecoração militar da União Soviética concedida pelo serviço na Segunda Guerra Mundial, e uma das ordens mais raras do mundo. A ordem foi concedida apenas a generais e marechais que conduziram com sucesso operações de combate envolvendo um ou mais grupos de exércitos e resultando em uma "operação bem-sucedida dentro da estrutura de uma ou várias frentes, resultando em uma mudança radical da situação em favor do Exército Vermelho". Em sua história, foi atribuída vinte vezes, a doze líderes soviéticos e cinco líderes estrangeiros, com uma revogação. O último recipiente vivo foi o rei Miguel I da Romênia, morto em 2017. 

## História

### História da criação
Em 1943, após a virada decisiva na Grande Guerra Patriótica, a liderança soviética percebeu a necessidade de instituir uma ordem militar suprema para homenagear comandantes que se destacassem. Para o design da medalha, foram convocados vários artistas especializados em medalhística.
Inicialmente, o nome planejado para a condecoração era "Por Lealdade à Pátria", no entanto, seu nome foi modificado por volta de outubro daquele ano.. Um dos primeiros esboços foi apresentado em julho de 1943 pelo coronel N. S. Neielov, oficial do quartel-general do Exército Soviético. No entanto, sua proposta foi rejeitada, e o trabalho continuou.
Em 25 de outubro de 1943, o artista A. I. Kuznetsov, que já era o criador de muitas ordens soviéticas, apresentou seu primeiro esboço a Stalin. O esboço consistia em um medalhão redondo com retratos de Lenin e Stalin, mas não foi aprovado pelo Comandante Supremo. Em vez disso, Stalin queria um design com a Torre Spasskaia no centro. Kuznetsov retornou quatro dias depois, com vários novos esboços, dos quais Stalin escolheu um intitulado "Vitória". Ele pediu a Kuznetsov que alterasse um pouco o design e, no dia 5 de novembro, um protótipo foi finalmente aprovado. Ao todo, Kuznetsov apresentou mais de quinze variantes do desenho.
A produção da Ordem da Vitória exigia materiais preciosos, incluindo platina, ouro, diamantes e rubis. Diferentemente de outras condecorações soviéticas, a fabricação não foi realizada na Casa da Moeda, mas sim por artesãos da Fábrica de Joias e Relógios de Moscou. Inicialmente, planejou-se a confecção de 30 exemplares, e para cada um eram necessários 180 diamantes, 50 diamantes lapidados em rosa, além de 300 gramas de platina. O Soviete de Comissários do Povo disponibilizou um total de 5400 diamantes, 1500 diamantes lapidados em rosa, além de 9 kg de platina para a fabricação. Durante o processo, surgiu um problema: os rubis naturais apresentavam variação de tonalidade, impossibilitando a criação de peças uniformes. Assim, decidiu-se pelo uso de rubis sintéticos, permitindo um padrão de cor consistente.
Em 2010, uma análise nos exemplares da Ordem da Vitória preservados nos Museus do Kremlin revelou que alguns diamantes usados na confecção haviam sido reaproveitados de condecorações imperiais russas armazenadas no Gokhran antes da guerra.
No total, foram fabricados 22 exemplares, dos quais 2 nunca foram concedidos. A ordem foi oficialmente instituída em 8 de novembro de 1943, sendo concedida primeiramente a Gueorgui Júkov (nº 1), Aleksandr Vasilevsky (nº 2) e ao próprio Stalin (nº 3).
A ordem também foi concedida aos principais comandantes das forças aliadas. Todos as honrarias foram apresentados durante ou imediatamente após a Segunda Guerra Mundial, exceto pelo controverso prêmio de 1978 concedido a Leonid Brejnev. O prêmio de Brejnev foi revogado postumamente em 1989, por não atender aos critérios do estatuto.
Como outras ordens concedidas por nações comunistas, a Ordem da Vitória podia ser concedida mais de uma vez ao mesmo indivíduo. No total, a ordem foi apresentada vinte vezes a dezessete pessoas (incluindo Brejnev).
Ao contrário de todas as outras condecorações soviéticas, a Ordem da Vitória não tinha nenhum número de série, o número foi mencionado apenas no certificado do prêmio. Depois que um portador da Ordem da Vitória morresse, o prêmio deveria ser devolvido ao estado. A maioria dos prêmios agora é preservada pelo Fundo do Diamante, no Kremlin. As exceções notáveis são a Ordem da Vitória de Dwight D. Eisenhower, que está em exibição na Biblioteca e Museu Presidencial Dwight D. Eisenhower, a Ordem da Vitória do Marechal Bernard Montgomery, que está em exibição no Imperial War Museum, e a Ordem da Vitória de Josip Broz Tito, que é mantida no Museu de História da Iugoslávia, em Belgrado.

### Primeiros prêmios de 1944
A primeira concessão da Ordem da Vitória ocorreu em 10 de abril de 1944. O detentor da condecoração nº 1 foi o comandante da 1ª Frente Ucraniana, Marechal da União Soviética Gueorgui Júkov. A condecoração nº 2 foi entregue ao chefe do Estado-Maior General, Marechal da União Soviética Aleksandr Vasilevsky.
A Ordem da Vitória nº 3 foi concedida ao Comandante Supremo, Marechal da União Soviética Josef Stalin. Todos foram agraciados por seu papel na libertação da Ucrânia Ocidental. O decreto de concessão foi emitido pelo Presídio do Soviete Supremo da URSS em 29 de julho de 1944.
Em seu livro Memórias e Reflexões, Gueorgui Júkov descreveu esse momento:

Liguei para Aleksei Antonov e descobri que ele também havia sido chamado ao Comandante Supremo. Não foi difícil deduzir que, antes de me encontrar, Stalin queria se atualizar sobre a situação e as avaliações do Estado-Maior.
Quando entrei no gabinete do Comandante Supremo, já estavam presentes Antonov, o comandante das tropas blindadas, Marechal Yakov Fedorenko, o comandante da Força Aérea, Coronel-general Aleksandr Novikov, e o vice-presidente do Conselho de Comissários do Povo, Viacheslav Malyshev.
Após os cumprimentos, Stalin perguntou se eu já havia estado com Nikolai Shvernik.
Respondi que não.
— Você deve passar lá e receber a Ordem da Vitória.
Agradeci ao Comandante Supremo por essa grande honra.
O Marechal Aleksandr Vasilevsky, em seu livro A Missão de Uma Vida, também relatou o recebimento da condecoração:

No dia 10 de abril, quando Odessa celebrou a expulsão dos invasores nazistas e romenos, ficou duplamente marcado em minha memória. Naquele dia, fui informado de que havia sido agraciado com a mais alta condecoração militar da União Soviética, a Ordem da Vitória. Recebi a medalha nº 2, enquanto a de nº 1 fora entregue a Gueorgui Júkov.
O decreto de concessão afirmava: "Pela habilidosa execução das ordens do Comandante Supremo na condução de operações militares de grande escala, que resultaram em sucessos notáveis na derrota dos invasores nazistas."
O primeiro a me parabenizar foi o próprio Comandante Supremo, por telefone, antes mesmo da publicação oficial do decreto. Ele afirmou que a honraria não era apenas pelo papel na libertação de Donbass e da Ucrânia, mas também pela futura libertação da Crimeia, para a qual deveria direcionar agora minha atenção, sem deixar de acompanhar a 3ª Frente Ucraniana.

### No fim da guerra

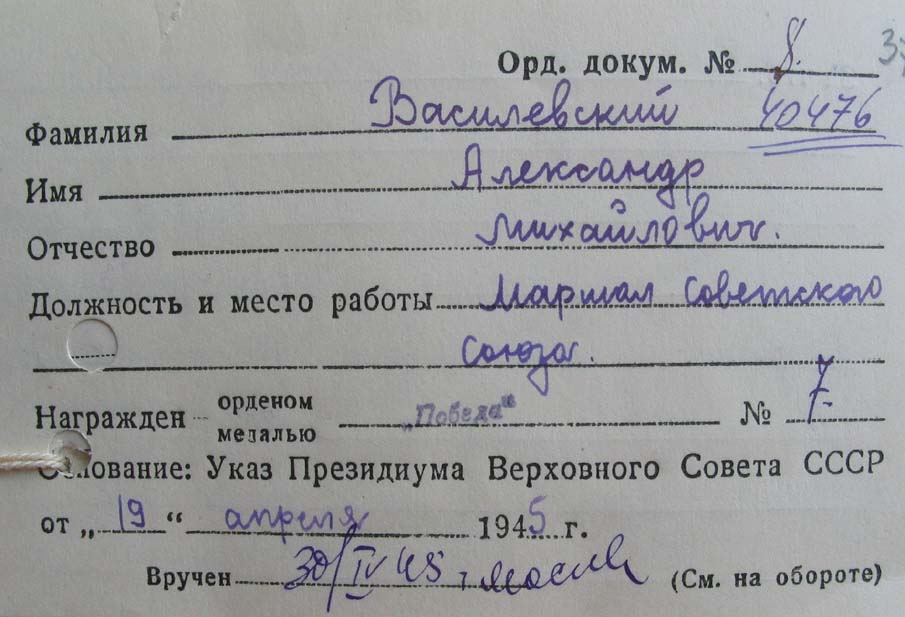
Cartão de registro da segunda Ordem da Vitória nº 7 do Marechal Vasilevsky. (A primeira Ordem da Vitória, nº 2, foi concedida ao Marechal Vasilevsky em 10 de abril de 1944)

As próximas condecorações ocorreram apenas um ano depois. Em 30 de março de 1945, o título de Cavaleiro da Ordem da Vitória foi concedido a:
- Marechal da União Soviética Gueorgui Jukov, comandante da 1ª Frente Bielorrussa, pelo excelente cumprimento das ordens do Comando Supremo (recebendo sua segunda Ordem da Vitória);
- Marechal da União Soviética Konstantin Rokossovsky, comandante da 2ª Frente Bielorrussa, pelo papel na libertação da Polônia;
- Marechal da União Soviética Ivan Konev, comandante da 1ª Frente Ucraniana, pela libertação da Polônia e pela travessia do rio Oder.[12]

Em 19 de abril de 1945, a segunda Ordem da Vitória foi concedida ao Marechal da União Soviética Aleksandr Vassilevski, comandante da 3ª Frente Bielorrussa, pelo comando bem-sucedido das operações que levaram à tomada de Königsberg e à libertação da Prússia Oriental. A justificativa oficial afirmava: "Pelo excelente cumprimento das ordens do Comando Supremo na liderança de operações militares em grande escala, que resultaram em sucessos significativos na derrota das forças nazistas alemãs".
Em 26 de abril de 1945, mais dois comandantes foram condecorados:
- Marechal da União Soviética Rodion Malinovskiy, comandante da 2ª Frente Ucraniana;
- Marechal da União Soviética Fiódor Tolbukhin, comandante da 3ª Frente Ucraniana.

Ambos receberam a Ordem da Vitória pelo papel na libertação da Hungria e da Áustria, conquistada após batalhas intensas e sangrentas.
Em 31 de maio de 1945, o título foi concedido ao Marechal da União Soviética Leonid Govorov, comandante da Frente de Leningrado, pelo sucesso na derrota das tropas alemãs em Leningrado e nos Estados Bálticos.
Em 4 de junho de 1945, mais dois líderes militares receberam a condecoração por seu papel no planejamento estratégico e na coordenação das frentes ao longo da guerra:
- Marechal da União Soviética Semion Timoshenko, representante do Alto Comando Soviético;
- General do Exército Aleksei Antonov, chefe do Estado-Maior Geral.[12]

Em 26 de junho de 1945, Josef Stalin recebeu a Ordem da Vitória pela segunda vez.

Por fim, em 8 de setembro de 1945, após a guerra contra o Japão, a condecoração foi concedida ao Marechal da União Soviética Kirill Meretskov, comandante da Frente do Extremo Oriente.

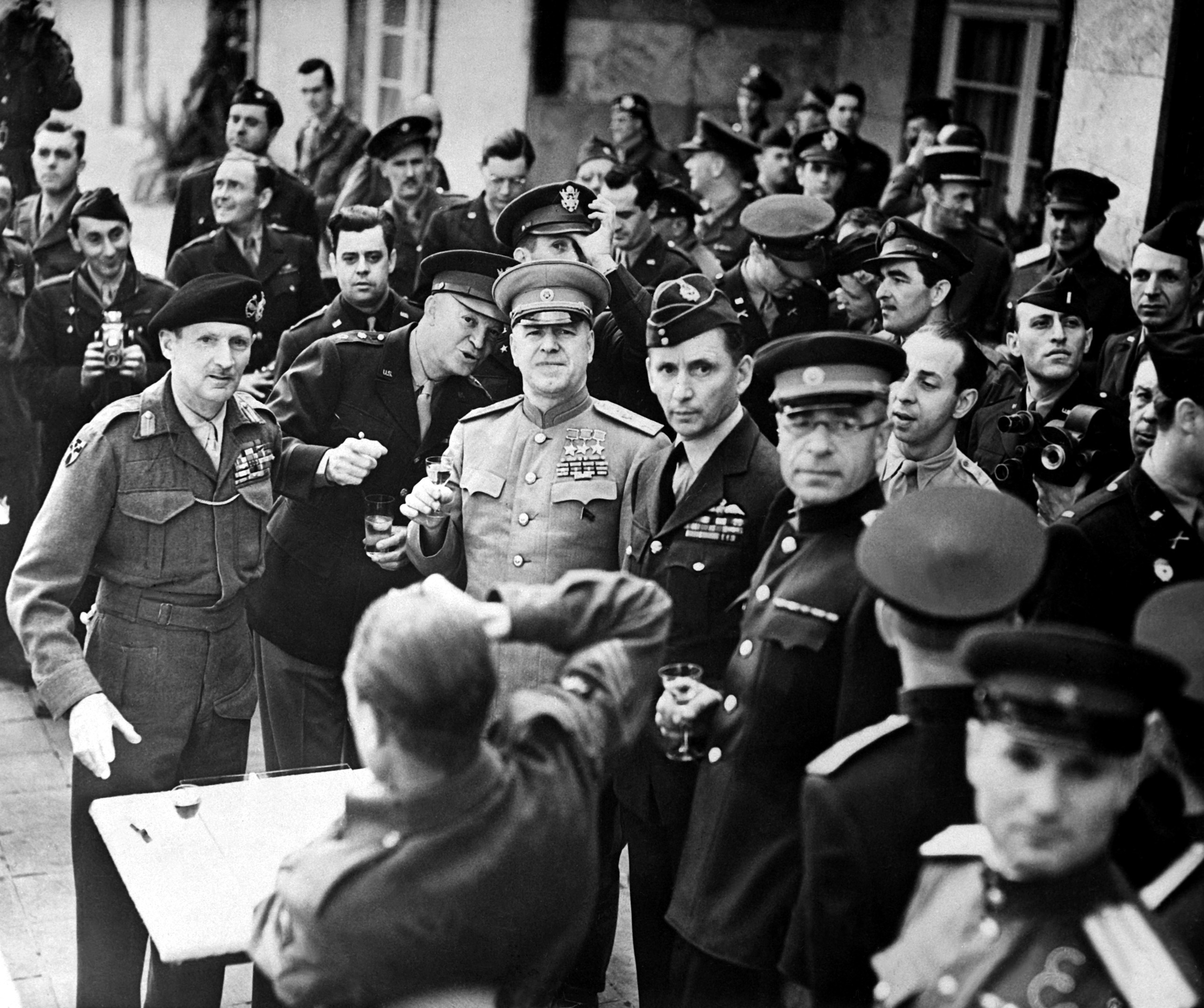
O marechal de campo britânico Bernard Montgomery (à esquerda, usando boina) recebeu a Ordem da Vitória em 5 de junho de 1945. O general americano Dwight Eisenhower e o marechal de campo soviético Gueorgui Jukov, também receptores da Ordem da Vitória, estão à direita de Montgomery. O marechal britânico Sir Arthur Tedder (à direita de Jukov) também está presente.

### Aos Aliados
Após o fim da guerra, decidiu-se condecorar com a Ordem da Vitória comandantes militares das forças aliadas. Pelo decreto de 5 de junho de 1945, “por sucessos notáveis na condução de operações militares de grande escala, que resultaram na vitória das Nações Unidas sobre a Alemanha hitlerista”, foram agraciados:
- O general do Exército dos EUA Dwight D. Eisenhower;
- O marechal britânico Bernard Montgomery;
- O rei da Romênia Miguel I, que em 23 de agosto de 1944 prendeu os membros do governo romeno aliados da Alemanha nazista. Por esse ato, Miguel foi condecorado com a Ordem da Vitória em 6 de julho de 1945, com a justificativa: “Pelo ato corajoso de mudança decisiva na política da Romênia ao romper com a Alemanha hitlerista e aliar-se às Nações Unidas num momento em que a derrota da Alemanha ainda não era evidente”;[15]
- O marechal da Polônia Michał Rola-Żymierski recebeu a condecoração em 9 de agosto de 1945 “por méritos destacados na organização das forças armadas polonesas e pela condução bem-sucedida das operações militares decisivas contra o inimigo comum — a Alemanha hitlerista”;[14]
- O último estrangeiro a receber a Ordem da Vitória foi o marechal da Iugoslávia Josip Broz Tito, em 9 de setembro de 1945, “por sucessos notáveis em operações militares de grande escala que contribuíram para a vitória das Nações Unidas sobre a Alemanha hitlerista”.[14]

Em 1966, planejou-se condecorar o presidente da França Charles de Gaulle durante sua visita à URSS, mas a homenagem nunca se concretizou.

### A concessão do prêmio para Brejnev
Em 20 de fevereiro de 1978, o Presidium do Soviete Supremo da URSS emitiu um decreto concedendo ao Secretário-Geral do Comitê Central do PCUS, Presidente do Presidium do Soviete Supremo da URSS e Presidente do Conselho de Defesa da URSS, Marechal da União Soviética Leonid Brejnev, a Ordem da Vitória — algo que contrariava o estatuto da condecoração.
Contudo, o Presidium nem sempre seguia rigorosamente os estatutos das ordens, inclusive durante a guerra. São conhecidos, por exemplo, casos de concessão da Ordem da Vitória a pessoas que não faziam parte do alto comando do Exército Vermelho (como todos os condecorados estrangeiros), ou ainda a outorga da Ordem de Suvorov — destinada a comandantes — a engenheiros de armamentos como Vasily Grabin e Fiodor Tokarev. Também houve condecoração de unidades militares com ordens reservadas ao comando, como as de Kutuzov, Suvorov, Nakhimov, Ushakov e Bogdan Khmelnitsky.
Em 21 de setembro de 1989, Mikhail Gorbatchov, então Presidente do Soviete Supremo da URSS, assinou um decreto que anulava a concessão da Ordem da Vitória a Brejnev, sob a justificativa de que a outorga “não correspondia ao estatuto da ordem”. No entanto, a legislação vigente à época não previa esse tipo de justificativa como motivo legal para revogação de uma condecoração.
Segundo relatório contábil da Seção Financeira e Econômica do Presidium, referente a 1978, a Ordem entregue a Brejnev teria sido a de número 13, originalmente concedida ao marechal Leonid Govorov. No entanto, o que foi realmente usado naquela 20ª concessão da história da ordem foi o exemplar de número 20 — jamais entregue anteriormente (produzido ainda em 1945). Esse erro grosseiro de inventário só foi corrigido 8 anos e 9 meses depois, graças a uma ação sem precedentes do novo comando do Departamento de Condecorações do Soviete Supremo, que recuperou a insígnia nº 20 da família de Brejnev, quatro anos após sua morte.

## Estatuto
De acordo com o estatuto:
A Ordem da Vitória, como a mais alta condecoração militar, é concedida a membros do alto comando do Exército Vermelho pela condução bem-sucedida de operações militares em escala de um ou mais fronts, cujos resultados alterem radicalmente a situação em favor do Exército Vermelho.
A condecoração com a Ordem da Vitória só pode ser feita por decreto do Presidium do Soviete Supremo da URSS.
A ordem é usada no lado esquerdo do peito, entre 12 e 14 cm acima da cintura. Como sinal de distinção especial, é instituída uma placa memorial com os nomes dos agraciados, instalada no Grande Palácio do Kremlin.

## Detalhes da construção
A Ordem é feita de platina na forma de uma estrela pentagonal com raios entre os braços, medindo 72 mm de diâmetro. A estrela é cravejada com 174 diamantes pesando um total de 16 quilates (3,2 g), enquanto os braços da estrela são feitos de rubi . Os rubis nos braços são sintéticos, não porque as pedras sintéticas eram mais baratas, mas porque tinham que ser de uma cor uniforme, que não podia ser garantida com pedras naturais. No centro da estrela há um medalhão de prata, com o muro do Kremlin de Moscou, a Torre Spasskaia e o Mausoléu de Lenin, em ouro, cercado por faixas de louro e carvalho também coloridas em ouro. Os ramos de louro e de carvalho são ligados por uma bandeira vermelha. O céu ao fundo é representado com esmalte azul.
Contra o céu, as letras "СССР" (URSS) aparecem em ouro, centradas no topo do medalhão, enquanto a palavra "Победа" (Vitória) é exibida na faixa vermelha na parte inferior. A massa total do medalhão é de 78g, que consiste em 47g de platina, 2g de ouro, 19g de prata, 25 quilates de rubi e 16 quilates de diamante.
Em vez de terem sido feitas em uma casa da moeda, cada medalhão foi feito na oficina de um joalheiro.

## Faixa

A faixa da ordem.

As fitas de várias ordens soviéticas foram combinadas para criar a faixa da Ordem da Vitória. O comprimento total da fita é 44 mm, e ela é usada principalmente no uniforme de campo. As seguintes ordens estão representadas na faixa (de fora para o centro):
- Ordem da Glória (Орден Славы / Orden Slavy). Laranja com faixa central preta
- Ordem de Bogdan Khmelnitsky (Орден Богдана Хмельницкого / Orden Bogdana Khmelnitskogo). Listra azul clara
- Ordem de Alexander Nevsky (Орден Александра Невского / Orden Aleksandra Nevskogo). Listra vermelha escura
- Ordem de Kutuzov (Орден Кутузова / Orden Kutuzova). Listra azul escuro
- Ordem de Suvorov (Орден Суворова / Orden Suvorova). Listra verde
- Ordem de Lenin (Орден Ленина / Orden Lenina). Listra vermelha grande (seção central)

## Lista de destinatários
| #  | Data                    | País/Nome                              | Morte                  | Comentário             |
| -- | ----------------------- | -------------------------------------- | ---------------------- | ---------------------- |
| 1  | 10 de abril de 1944     | União Soviética Gueorgui Jukov         | 18 de junho de 1974    |                        |
| 2  | 10 de abril de 1944     | União Soviética Aleksandr Vasilevski   | 5 de dezembro de 1977  |                        |
| 3  | 10 de abril de 1944     | União Soviética Joseph Stalin          | 5 de março de 1953     |                        |
| 4  | 30 de março de 1945     | União Soviética Konstantin Rokossovski | 3 de agosto de 1968    |                        |
| 5  | 30 de março de 1945     | União Soviética Ivan Konev             | 21 de maio de 1973     |                        |
| 6  | 19 de abril de 1945     | União Soviética Aleksandr Vasilevski   | 5 de dezembro de 1977  | 2ª vez.                |
| 7  | 26 de abril de 1945     | União Soviética Rodion Malinovski      | 31 de março de 1967    |                        |
| 8  | 26 de abril de 1945     | União Soviética Fiodor Tolbukhin       | 17 de outubro de 1949  |                        |
| 9  | 31 de maio de 1945      | União Soviética Leonid Govorov         | 19 de março de 1955    |                        |
| 10 | 31 de maio de 1945      | União Soviética Gueorgui Jukov         | 18 de junho de 1974    | 2ª vez.                |
| 11 | 4 de junho de 1945      | União Soviética Semion Timoshenko      | 31 de março de 1970    |                        |
| 12 | 4 de junho de 1945      | União Soviética Aleksei Antonov        | 18 de junho de 1962    |                        |
| 13 | 5 de junho de 1945      | Bernard Montgomery                     | 24 de março de 1976    |                        |
| 14 | 10 de junho de 1945     | Dwight D. Eisenhower                   | 28 de março de 1969    |                        |
| 15 | 26 de junho de 1945     | União Soviética Joseph Stalin          | 5 de março de 1953     | 2ª vez.                |
| 16 | 6 de julho de 1945      | Michael I of Romania                   | 5 de dezembro de 2017  |                        |
| 17 | 9 de agosto de 1945     | Michał Rola-Żymierski                  | 15 de outubro de 1989  |                        |
| 18 | 8 de setembro de 1945   | União Soviética Kirill Meretskov       | 30 de dezembro de 1968 |                        |
| 19 | 9 de setembro de 1945   | Iugoslávia Josip Broz Tito             | 4 de maio de 1980      |                        |
| 20 | 20 de fevereiro de 1978 | União Soviética Leonid Brezhev         | 10 de novembro de 1982 | Revogada póstumamente. |

## Destino dos medalhões

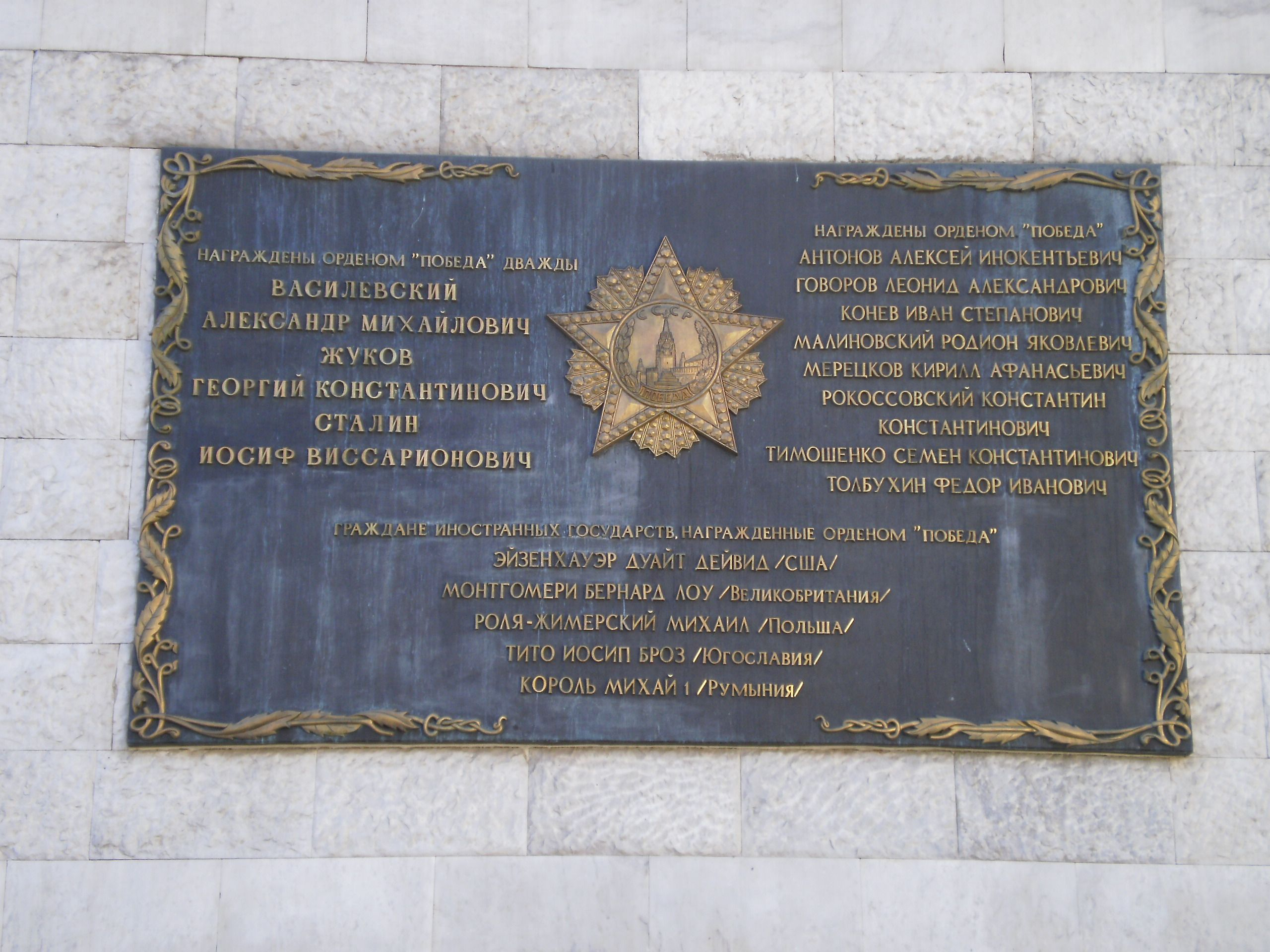
Placa no Grande Palácio do Kremlin em Moscou, listando os destinatários da Ordem da Vitória. O nome de Brezhnev não está na placa, já que sua atribuição foi revogada em 1989.

Após a morte do recebedor da Ordem da Vitória, o medalhão deveria ser devolvido ao Estado.
- Todas as ordens concedidas aos comandantes soviéticos estão na Rússia. 
  - O Museu Central Russo das Forças Armadas tem cinco medalhões: duas de A. Vasilevski, duas de G. Jukov e uma de R. Malinovski.
  - O Repositório de Metais Preciosos e Gemas do Estado (Gokhran) na Rússia possui um medalhão, de K. Rokossovski.
  - As réplicas estão expostas ao público, enquanto os originais permanecem nos arquivos do museu.
  - Todos os outros medalhões que estão na Rússia são armazenados no Kremlin, preservadas pelo Fundo do Diamante.[9]
  - Em 2005, o medalhão nº 20, que havia sido entregue a Leonid Brejnev, foi transferido para o acervo dos Museus do Kremlin de Moscou. Em 2010, juntaram-se a ele oito medalhões: os de Stalin, Rokossovski, Konev, Tolbukhin, Govorov, Meretskov, Antonov e outro de Vasilevski.[14][8]
  - O medalhão de Semion Timoshenko, assim como um dos exemplares que nunca foram entregues, está no museu do Gokhran.
  - Outro não concedido encontra-se no Hermitage, em São Petersburgo.
- O paradeiro do medalhão que pertenceu a Michał Rola-Żymierski é desconhecido.[14]
- A ordem de Tito está no Museu de História Iugoslava, em Belgrado (antigo Museu 25 de maio). Desde 2014 está no Imperial War Museum em Londres[14]
- A Ordem de Dwight D. Eisenhower está em exibição na Biblioteca e Museu Presidencial Dwight D. Eisenhower, em Abilene.[14][24][25]
- A ordem de Bernard Montgomery está no Imperial War Museum, em Londres.[14]
- A ordem de Miguel I da Romênia tem localização incerta. Durante as comemorações do 60.º aniversário da Vitória, ele apareceu sem a condecoração. Uma das versões aponta que o monarca teria vendido a medalha no final da década de 1980 por 4 milhões de dólares.[26] Em entrevista à revista Ogoniok em 2011, Miguel afirmou que a ordem estava “em um cofre bancário”.[27] Segundo a versão oficial, a condecoração estaria na propriedade do ex-monarca, em Versoix, na Suíça.[28] Miguel I faleceu em dezembro de 2017, sendo o último cavaleiro vivo da Ordem da Vitória.[29]